# Liste von Klammen im deutschsprachigen Raum
Die Liste von Klammen im deutschsprachigen Raum führt Klammen auf, die sich im deutschsprachigen Raum befinden.
Eine Klamm ist eine besonders enge Schlucht im Gebirge mit teilweise überhängenden Felswänden. Der gesamte oder fast der gesamte Talgrund werden von einem Wasserlauf ausgefüllt.
Aufnahmekriterien für diese Liste:
- Die Klamm sollte in Kartenwerken als Klamm bezeichnet sein. Falls sie nicht Klamm, sondern beispielsweise Schlucht genannt wird, sollte die Schlucht eng sein, überhängende Felswände und einen Wasserlauf am Talgrund haben.
- Die Klamm sollte touristisch erschlossen sein und über seitliche Stege und Steige verfügen.
- Bei Klammen, die kein Lemma bei Wikipedia haben (Rotlink), ist eine Referenz als Einzelnachweis erforderlich.

In Rheinland-Pfalz werden einige Seitentäler von Rhein, Mosel und Lahn als „Klamm“ bezeichnet, auch wenn obige Definition nicht ganz zutrifft. Bekanntestes Beispiel ist wohl die Ehrbachklamm.
| Name                  | Ort                      | Staat                               | Anmerkungen | Bild |
| --------------------- | ------------------------ | ----------------------------------- | --- | ---- |
| Aareschlucht          | Meiringen                | Schweiz (Berner Oberland)           | Länge: 1400 m Eintritt: ja 46° 43′ 11″ N, 8° 12′ 29″ O                                                                      |      |
| Almbachklamm          | Ettenberg                | Deutschland (Bayern)                | Länge: 3000 m Eintritt: ja 47° 40′ 14″ N, 13° 1′ 10″ O                                                                      |      |
| Bärenschützklamm      | Pernegg                  | Österreich (Steiermark)             | Länge: 1400 m Eintritt: ja 47° 20′ 31″ N, 15° 23′ 41″ O                                                                     |      |
| Breitachklamm         | Tiefenbach               | Deutschland (Bayern)                | Länge: 2200 m Eintritt: ja 47° 23′ 26″ N, 10° 13′ 45″ O                                                                     |      |
| Burggrabenklamm       | Burgbachau               | Österreich (Salzburg)               | Länge: 900 m Eintritt: nein 47° 47′ 14″ N, 13° 29′ 37″ O                                                                    |      |
| Daberklamm            | Kals am Großglockner     | Österreich (Tirol)                  | Länge: 1000 m Eintritt: nein 47° 1′ 46″ N, 12° 37′ 31″ O                                                                    |      |
| Drachenschlucht       | Eisenach                 | Deutschland (Thüringen)             | Länge: 3000 m Eintritt: ja 50° 57′ 9″ N, 10° 18′ 30″ O                                                                      |      |
| Dr.-Vogelgesang-Klamm | Spital am Pyhrn          | Österreich (Oberösterreich)         | Länge: ca. 1500 m Eintritt: ja 47° 38′ 40″ N, 14° 21′ 17″ O                                                                 |      |
| Garnitzenklamm        | Möderndorf               | Österreich (Kärnten)                | Länge: 4000 m Eintritt: ja 46° 35′ 36″ N, 13° 20′ 54″ O                                                                     |      |
| Gießenbachklamm       | Kiefersfelden            | Deutschland (Bayern)                | Länge: 350 m (Vordere Klamm) Eintritt: nein 47° 36′ 57″ N, 12° 8′ 12″ O                                                     |      |
| Gilfenklamm           | Ratschings               | Italien (Südtirol)                  | Länge: 2500 m Eintritt: ja 46° 52′ 39″ N, 11° 22′ 0″ O Früherer Name Kaiser-Franz-Josef-Klamm                               |      |
| Glasenbachklamm       | Elsbethen                | Österreich (Salzburg)               | Länge: 7100 m Eintritt: nein 47° 46′ 3″ N, 13° 5′ 44″ O                                                                     |      |
| Höllentalklamm        | Grainau                  | Deutschland (Bayern)                | Länge: 1860 m Eintritt: ja 47° 26′ 28″ N, 11° 2′ 2″ O                                                                       |      |
| Johannesbachklamm     | Würflach                 | Österreich (Niederösterreich)       | Länge: ca. 1 km Eintritt: nein 47° 46′ 50″ N, 16° 2′ 20″ O                                                                  |      |
| Kamnitzklamm          | Herrnskretschen          | Tschechien                          | Länge: 3000 m Eintritt: ja 50° 52′ 10″ N, 14° 16′ 7″ O Auch als Edmundsklamm bekannt 2 km von der deutschen Grenze entfernt |      |
| Kirnitzschklamm       | Kirnitzsch               | Tschechien und Deutschland          | Länge: 870 m Eintritt: ja 50° 53′ 56″ N, 14° 21′ 22″ O                                                                      |      |
| Kitzlochklamm         | Taxenbach                | Österreich (Salzburg)               | Länge: 1500 m Eintritt: ja 47° 17′ 10″ N, 12° 58′ 26″ O                                                                     |      |
| Leutaschklamm         | Mittenwald               | Deutschland (Bayern) und Österreich | Länge: 1590 m Eintritt: ja 47° 25′ 42″ N, 11° 14′ 44″ O                                                                     |      |
| Liechtensteinklamm    | Sankt Johann im Pongau   | Österreich (Salzburg)               | Länge: 4000 m, davon 1 km zugänglich Eintritt: ja 47° 18′ 41″ N, 13° 11′ 28″ O                                              |      |
| Lotenbachklamm        | Bonndorf                 | Deutschland (Baden-Württemberg)     | Länge: ca. 1000 m Eintritt: frei 47° 50′ 9″ N, 8° 18′ 33″ O                                                                 |      |
| Partnachklamm         | Garmisch-Partenkirchen   | Deutschland (Bayern)                | Länge: 700 m Eintritt: ja 47° 28′ 8″ N, 11° 7′ 7″ O                                                                         |      |
| Raggaschlucht         | Obervellach              | Österreich (Kärnten)                | Länge: 800 m Eintritt: ja 46° 55′ 37″ N, 13° 8′ 31″ O                                                                       |      |
| Rappenlochschlucht    | Dornbirn                 | Österreich (Vorarlberg)             | Länge: ca. 500 m Eintritt: frei 47° 23′ 0″ N, 9° 46′ 45″ O                                                                  |      |
| Roflaschlucht         | Andeer/Sufers            | Schweiz (Graubünden)                | Länge: ? m Eintritt: frei 46° 34′ 54″ N, 9° 25′ 14″ O                                                                       |      |
| Ruppertsklamm         | Lahnstein                | Deutschland (Rheinland-Pfalz)       | Länge: 985 m Eintritt: frei 50° 19′ 10″ N, 7° 37′ 50″ O                                                                     |      |
| Schwedenlöcher        | Rathen                   | Deutschland (Sachsen)               | Länge: 657 m Eintritt: frei 50° 58′ 12″ N, 14° 4′ 26″ O                                                                     |      |
| Seisenbergklamm       | Weißbach bei Lofer       | Österreich (Salzburg)               | Länge: 400 m Eintritt: ja 47° 31′ 30″ N, 12° 45′ 40″ O                                                                      |      |
| Sigmund-Thun-Klamm    | Kaprun                   | Österreich (Salzburg)               | Länge: 320 m Eintritt: ja 47° 15′ 29″ N, 12° 44′ 13″ O                                                                      |      |
| Starzlachklamm        | Sonthofen                | Deutschland (Bayern)                | Länge: 1700 m Eintritt: ja 47° 31′ 54″ N, 10° 18′ 38″ O                                                                     |      |
| Taminaschlucht        | Pfäfers                  | Schweiz (Kanton St. Gallen)         | Länge: 750 m Eintritt: ja 46° 58′ 22″ N, 9° 29′ 13″ O                                                                       |      |
| Vintgarklamm          | Bled                     | Slowenien                           | Länge: ca. 1600 m Eintritt: ja 46° 23′ 25″ N, 14° 4′ 59″ O                                                                  |      |
| Vorderkaserklamm      | Sankt Martin bei Lofer   | Österreich (Salzburg)               | Länge: 400 m Eintritt: ja 47° 31′ 21″ N, 12° 42′ 7″ O                                                                       |      |
| Wimbachklamm          | Ramsau bei Berchtesgaden | Deutschland (Bayern)                | Länge: 200 m Eintritt: ja 47° 35′ 45″ N, 12° 55′ 10″ O                                                                      |      |
| Wörschachklamm        | Liezen                   | Österreich (Steiermark)             | Länge: ? Eintritt: ja 47° 33′ 48″ N, 14° 8′ 48″ O                                                                           |      |
| Ysperklamm            | Yspertal                 | Österreich (Niederösterreich)       | Länge: 2000 m Eintritt: ja 48° 20′ 45″ N, 15° 3′ 23″ O                                                                      |      |